# 99 Nights
99 Nights è il secondo album in studio della cantante canadese Charlotte Cardin, pubblicato il 25 agosto 2023 dall'Atlantic
L'album ha vinto il premio come album dell'anno e miglior album pop dell'anno ai Juno Awards

## Copertina
La copertina raffigura la cantante mentre guarda ciò che tiene tra le mani. È nuda, seduta su una sedia ed è appoggiata su un tavolo dove c'è una lattina di birra e due oggetti di decoro.
Nell'edizione deluxe dell'album la Cardin si trova nella stessa posa su un balcone al sole.

## Accoglienza
LA Robinson del Telegraph ha assegnato all'album 4 stelle su 5, complimentandosi della sua "voce da volpe" che è "capace di raggiungere quasi ogni nota". Ha anche paragonato la sua voce a quella di Amy Whinehouse.
L'album ha ricevuto due Juno Awards nel 2024, per album dell'anno e album pop dell'anno. Inoltre Confetti è stato nominato come singolo dell'anno. Cardin e i suoi collaboratori Jason Brando e Lubalin sono stati candidati come scrittori dell'anno per Confetti, Daddy's a pshyco e Jim Carrey.
L'album ha vinto un Félix Award per il miglior album angolofono alla 46esima edizione dei Félix Award.

## Tracce
1. Puppy – 3:55 (musica: Jason Brando, Jorgen Odegard)
2. Enfer – 2:58 (musica: Jennifer Decilveo)
3. Confetti – 3:03 (musica: Brando, Lubalin, Rob Grimaldi, Sam Avant)
4. Way Back – 2:57 (musica: Brando, Lubalin, Avant, Ryan Linvill, Vince Carter)
5. Jim Carrey – 3:03 (musica: Cardin, Brando, Lubalin, Sénéchal)
6. How High – 3:12 (musica: Cardin, Avant, Lubalin, Sénéchal)
7. Somebody First – 2:44 (musica: Harper Gordon, Brando, Lubalin, Sénéchal)
8. 99 Nights – 2:56 (musica: Brando, Digital Farm Animals)
9. Someone I Could Love – 3:05 (musica: Brando, Lubalin, Sénéchal, MAG)
10. Looping – 3:13 (musica: Felix Joseph, Brando, Benjamin Hudson McIldowie)
11. Daddy's a Psycho – 4:19 (musica: Brando, Lubalin, Gordon, Avant)
12. Next to You – 3:25 (musica: Patrick Watson)